# Wzór Willisa
Wzór Willisa – służy do obliczania przełożenia kierunkowego w przekładniach obiegowych. Wzór wygląda następująco:
{\displaystyle {i_{ab}^{j}}={\frac {\omega _{a}-\omega _{j}}{\omega _{b}-\omega _{j}}},}
gdzie:
{\displaystyle i_{ab}^{j}} – przełożenie kierunkowe od członu {\displaystyle a} do {\displaystyle b} przy nieruchomym jarzmie {\displaystyle j,}
{\displaystyle \omega _{a},} {\displaystyle \omega _{b},} {\displaystyle \omega _{j}} – prędkość kątowa kolejno członu {\displaystyle a,} {\displaystyle b,} jarzma {\displaystyle j.}
Dla przekładni o jednym stopniu swobody prawdziwa jest zależność:
{\displaystyle {i_{ab}^{j}}=1-{i_{aj}^{b}},}
gdzie:
{\displaystyle i_{ab}^{j}} – przełożenie kierunkowe od członu {\displaystyle a} do {\displaystyle b} przy nieruchomym jarzmie {\displaystyle j,}
{\displaystyle i_{aj}^{b}} – przełożenie kierunkowe od członu {\displaystyle a} do jarzma {\displaystyle j} przy nieruchomym członie {\displaystyle b.}